# Zinaida Stahurska
Zinaida Uładzimirjeuna Stahurska, biał. Зінаіда Уладзіміреўна Стагурская (ur. 9 lutego 1971 w Witebsku, zm. 25 czerwca 2009 w okolicach Witebska) – białoruska kolarka szosowa, mistrzyni świata w kolarstwie ze startu wspólnego.

## Kariera
Karierę sportową rozpoczynała od biegów narciarskich. W 1993 rozpoczęła międzynarodową karierę kolarską, zwyciężając na 7 etapie wyścigu Tour de l’Aude. Rok później zwyciężyła w zawodach Grand Prix rozgrywanych w Preszowie. Na mistrzostwach świata w Plouay w 2000 roku zdobyła złoty medal w wyścigu ze startu wspólnego (127,4 km). Przewaga, jaką uzyskała nad rywalkami, była tak duża, że już na kilometr przed metą uniosła ręce do góry w geście tryumfu. Na mecie wyprzedziła Holenderkę Chantal Beltman i Szwedkę Madeleine Lindberg o ponad minutę. Była pierwszą w historii reprezentantką Białorusi, która zdobyła złoty medal na szosowych mistrzostwach świata. W 2002 wygrała dwa etapy w Tour de France Féminin, zajmując w końcowej klasyfikacji drugie miejsce. Za stosowanie środków dopingujących (stanozolol i testosteron) w 2006 zdyskwalifikowana na dwa lata. Powróciła do ścigania w 2008, zajmując drugie miejsce w szosowych mistrzostwach Białorusi. Trzykrotnie startowała na igrzyskach olimpijskich, najlepszy wynik osiągając w 1996 na igrzyskach w Atlancie, gdzie zajęła czternaste miejsce w wyścigu ze startu wspólnego.
Mieszkała we włoskim miasteczku Prato i reprezentowała grupę Lazio Ciclismo Team Ladispoli. Tydzień przed wypadkiem przyjechała do rodziny w Witebsku, gdzie miała przygotowywać się do zawodów. Zginęła na 94 kilometrze trasy prowadzącej z Witebska do Homla. Stahurska jechała rowerem za samochodem trenera Władimira Pieczerina. Z nieznanych przyczyn samochód Honda CR-V, prowadzony przez obywatelkę Rosji, jadący z przeciwnej strony zjechał na lewy pas jezdni i uderzył w kolarkę. Zmarła w wyniku odniesionych obrażeń głowy.